# Erik Vankeirsbilck
Erik V. M. (Rik) Vankeirsbilck (Ingelmunster, 11 januari 1935 - Kortrijk, 16 augustus 2017) was een Belgisch politicus voor de CVP.

## Biografie
Beroepshalve maatschappelijk assistent werd Erik Vankeirsbilck politiek actief voor de CVP en was voor deze partij van 1965 tot 1991 gemeenteraadslid van Ingelmunster. Van 1965 tot 1970 was hij er schepen en van 1971 tot 1991 burgemeester. In 1992 kreeg hij de titel van ereburgemeester.
In 1973 volgde hij Honoraat Callebert op als lid van de Kamer van volksvertegenwoordigers voor het arrondissement Roeselare-Tielt en bleef dit tot in 1994. Van januari tot mei 1988 was hij voorzitter van de Kamer en van 1985 tot januari 1988 en van mei 1988 tot 1994 was hij ondervoorzitter van de Kamer.
In de periode oktober 1973-oktober 1980 zetelde Vankeirsbilck als gevolg van het toen bestaande dubbelmandaat ook in de Cultuurraad voor de Nederlandse Cultuurgemeenschap, die op 7 december 1971 werd geïnstalleerd. Vanaf 21 oktober 1980 tot mei 1994 was hij lid van de Vlaamse Raad, de opvolger van de Cultuurraad en de voorloper van het huidige Vlaams Parlement.
Op 13 mei 1997 werd zijn portret onthuld in de galerij van de Kamervoorzitters, geschilderd door Hans Laagland.
Van 1995 tot 2010 was Vankeirsbilck voorzitter van de Katholieke Hogeschool Zuid-West-Vlaanderen (KATHO). Hij was tevens bestuurder van de Katholieke Universiteit Leuven.
In augustus 2017 stierf hij op 82-jarige leeftijd aan de gevolgen van een hartinfarct.